# Toledo Goaldiggers
Die Toledo Goaldiggers waren ein US-amerikanisches Eishockeyfranchise der International Hockey League in Toledo, Ohio. Die Spielstätte der Goaldiggers war die Toledo Sports Arena.

## Geschichte
Die Toledo Goaldiggers wurden im Sommer 1974 gegründet, nachdem die Toledo Hornets die Stadt verlassen hatten und als Lansing Lancers den Spielbetrieb weiter verfolgten. Die Goaldiggers konnten bereits in ihrer ersten Saison 1974/75 den Turner Cup, die Meisterschaft der IHL, gewinnen. Nachdem der Klub in der folgenden Spielzeit bereits in der ersten Play-off-Runde ausgeschieden war, gelang es den Goaldiggers 1976/77 erneut ins Finale zu kommen, welches allerdings verloren ging.
In der Saison 1977/78 gewann die Mannschaft zum zweiten Mal den Turner Cup. Diesen Erfolg konnten sie 1982 und 1983 wiederholen. Im Jahr 1984 konnten die Goaldiggers zum letzten und bis dahin sechsten Mal ins Play-off-Finale einziehen. Nach der Spielzeit 1985/86 wurde der Verein aufgelöst. Anschließend wurde das Franchise an Russ und Diane Parker verkauft. Der Klub zog nach Kansas City um und nannte sich fortan Kansas City Blades.
Einer der bekanntesten Spieler der bei den Goaldiggers unter Vertrag stand, war der heutige Sportkommentator Mike Eruzione.

## Saisonstatistik
Abkürzungen: GP = Spiele, W = Siege, L = Niederlagen, T = Unentschieden, OTL = Niederlagen nach Overtime SOL = Niederlagen nach Shootout, Pts = Punkte, GF = Erzielte Tore, GA = Gegentore, PIM = Strafminuten
| Saison  | GP | W  | L  | T  | OTL | SOL | Pts | Platz     | Playoffs                   |
| 1974–75 | 76 | 34 | 38 | 4  | —   | —   | 72  | 3., South | Gewinner des Turner Cups   |
| 1975–76 | 78 | 27 | 37 | 14 | —   | —   | 68  | 3., South | Niederlage in der 1. Runde |
| 1976–77 | 78 | 40 | 31 | 7  | —   | —   | 87  | 1., South | Niederlage im Finale       |
| 1977–78 | 80 | 34 | 28 | 18 | —   | —   | 86  | 2., South | Gewinner des Turner Cups   |
| 1978–79 | 80 | 35 | 32 | 13 | —   | —   | 83  | 3., South | Niederlage in der 1. Runde |
| 1979–80 | 80 | 28 | 34 | 18 | —   | —   | 74  | 2., South | Niederlage in der 1. Runde |
| 1980–81 | 82 | 26 | 47 | 9  | —   | —   | 61  | 4., East  |                            |
| 1981–82 | 82 | 53 | 25 | 4  | —   | —   | 111 | 1., IHL   | Gewinner des Turner Cups   |
| 1982–83 | 82 | 51 | 21 | 10 | —   | —   | 113 | 1., East  | Gewinner des Turner Cups   |
| 1983–84 | 82 | 41 | 36 | 5  | —   | —   | 91  | 4., IHL   | Niederlage im Finale       |
| 1984–85 | 82 | 32 | 45 | 5  | —   | —   | 72  | 7., IHL   |                            |
| 1985–86 | 82 | 24 | 48 | 10 | —   | —   | 58  | 4., East  |                            |